# Anagallis kingaensis
Anagallis kingaensis là một loài thực vật có hoa trong họ Anh thảo. Loài này được Engl. mô tả khoa học đầu tiên năm 1901.